# Kanyonciprus
A kanyonciprus (Cupressus glabra) a ciprusfélék családjába tartozó növényfaj. 

## Származása, élőhelye
Az USA, Arizona sziklás hegyoldalai.

## Leírása
Karcsú, kúpos 20 méter magasra megnövő örökzöld fa.
A kérge vörösbarna, bíborvörös, foltokban hámló.
Levelei aprók, pikkelyszerűek és kihegyesedők. Kékesszürkék, fonákjuk közepén fehér gyantacsepp van. Szorosan simulnak a hajtáshoz. Az illatos ágacskák szabálytalanul állnak a vöröses ágakon.
A virágzatai porzós tobozok sárgák és feltűnőek a termősek zöldek.Kis, hajtásvégi csomókban nőnek a tél végén vagy közepén.
A tobozok gömb alakúak, szürkésbarnák 2,5 cm átmérőjűek. Több évig az ágakon maradnak.
Sok helyen ültetik is. a legkedveltebb fajtája a tömött, ezüstöskék színű 'Pyramidalis'.

## Képek

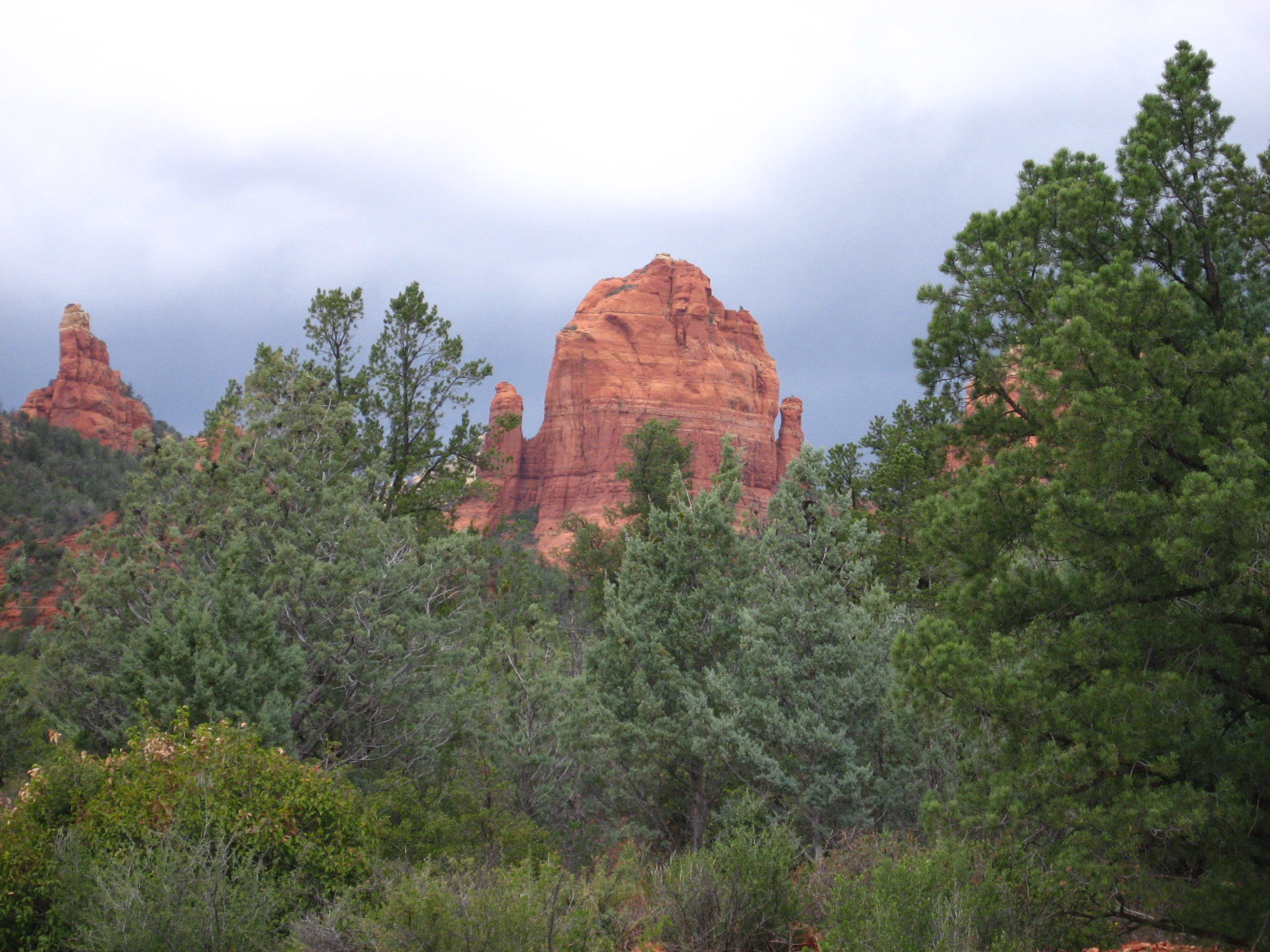
Termőhelyén
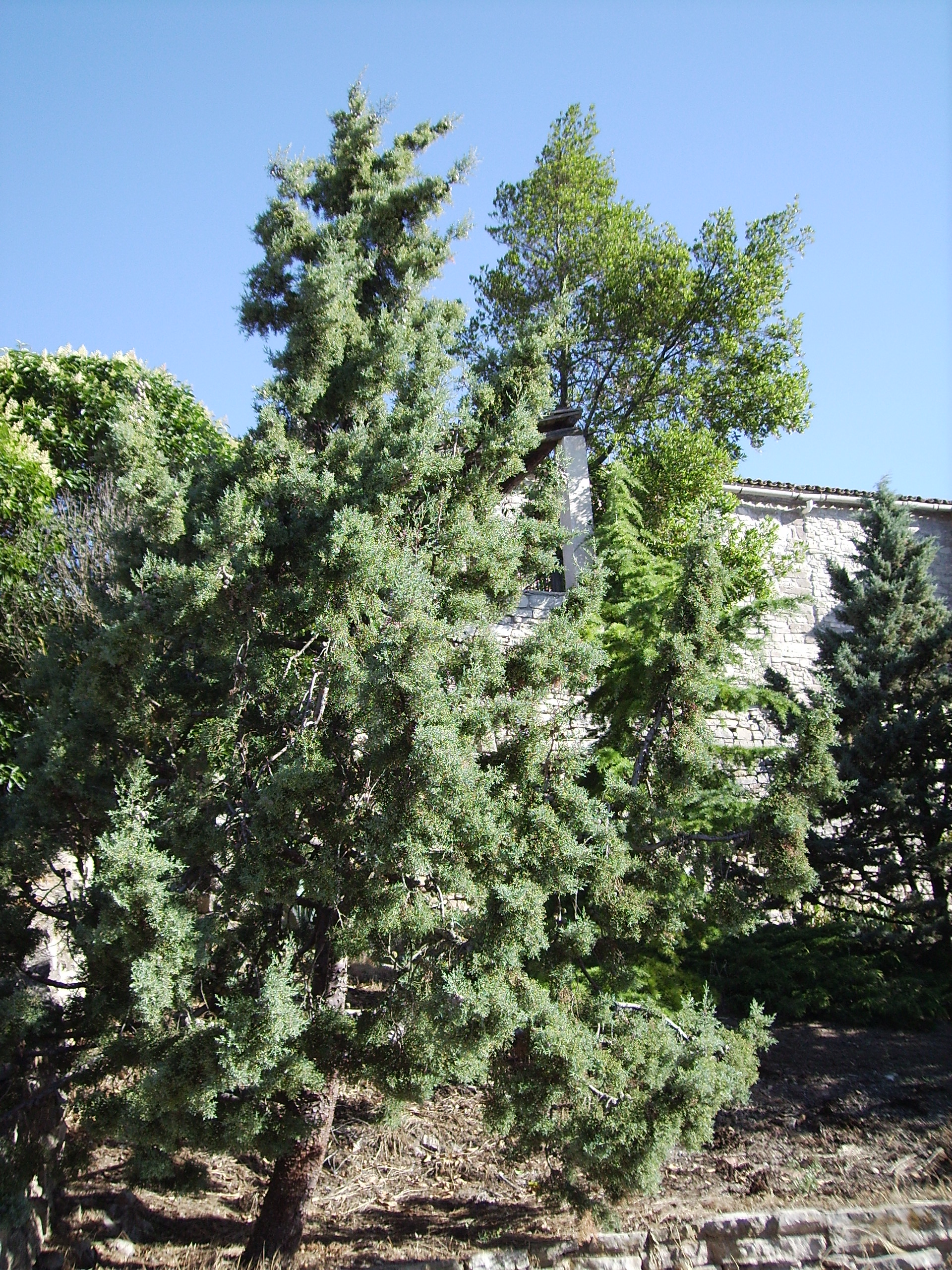
habitusa
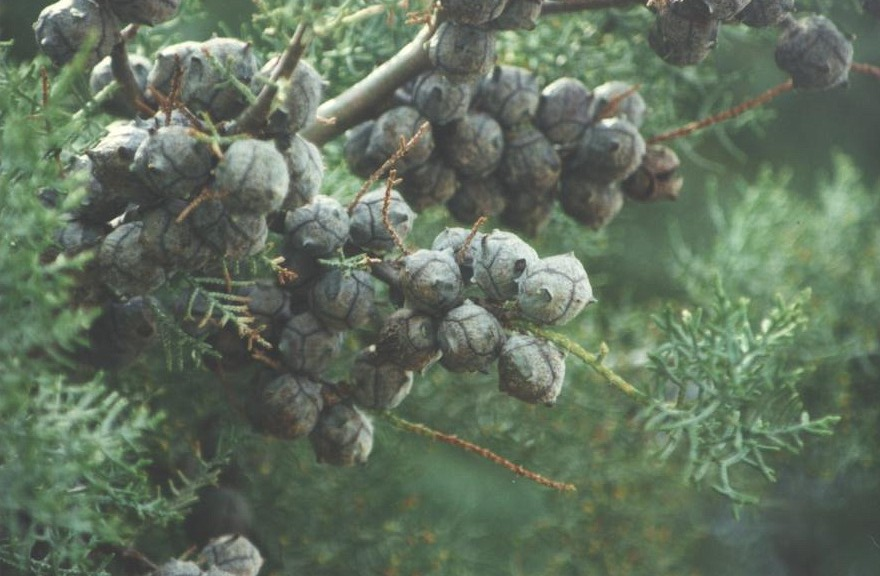
Tobozai
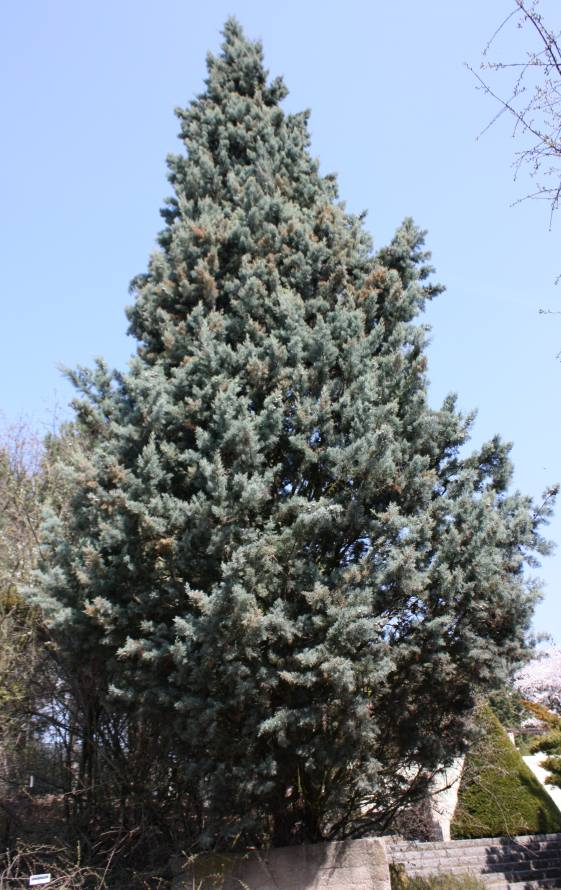
Fastigiata fajtája

## Megjegyzés
A fajt helyenként a hasonló, de sokkal ritkább arizonai ciprus (Cupressus arizonica) egyik változataként említik.